# Arthur Somers-Cocks, 6. Baron Somers
Arthur Herbert Tennyson Somers-Cocks, 6. Baron Somers (* 20. März 1887 in Freshwater auf der Isle of Wight, England; † 14. Juli 1944 auf Eastnor Castle, Hereford) war ein britischer Offizier während des Ersten Weltkriegs und später Gouverneur des australischen Bundesstaats Victoria.

## Leben
Somers wuchs nach dem Tod der Eltern ab 1896 als Waise bei Verwandten auf. Er besuchte das traditionsreiche New College in Oxford. In seiner Jugend war er sehr sportlich und spielte unter anderem Golf und Royal Tennis. 1899 erbte er von seinem verstorbenen Großonkel Philip Cocks, 5. Baron Somers den Adelstitel Baron Somers. 1906 trat er als Offizier der 1st Life Guards in die British Army ein. Später nahm er sich eine Auszeit, reiste nach Kanada und betrieb dort eine Farm. Bei Ausbruch des Ersten Weltkriegs 1914 meldete er sich jedoch bei seiner Einheit zurück. Im Folgenden wurde er bei Ypern verwundet. 1918 befehligte er das 6. Bataillon des Royal Tank Corps.
Nach dem Krieg setzte sich Somers für die Pfadfinderbewegung ein. 1922 trat er aus der Armee im Rang eines Lieutenant-Colonel aus und nahm den mit seinem Adelstitel verbundenen Sitz im House of Lords ein. Dort übernahm er die Posten des Regierungssprechers und eines Lord-in-Waiting. 1926 wurde er zum Gouverneur von Victoria ernannt und blieb dies bis Juni 1931. Während seiner Amtszeit richtete er auf eigene Kosten mehrere Pfadfindercamps aus.
Von Oktober 1930 bis Januar 1931 vertrat Somers zusätzlich den amtierenden Generalgouverneur von Australien Lord Stonehaven. Während der 1930er Jahre bekleidete er mehrere Posten innerhalb der Pfadfinderbewegung, zuletzt als Chief Scout des gesamten Commonwealth. Von 1940 bis 1941 befand sich Somers in Ägypten als Gesandter des Roten Kreuzes.
Somers erlag am 14. Juli 1944 einem langen Krebsleiden. Er hinterließ seine Frau Daisy Finola, die er 1921 geheiratet hatte, sowie eine Tochter. Da er keine Söhne hatte, fiel sein Adelstitel an seinen Onkel Arthur Cocks.

## Orden und Ehrenzeichen
- Military Cross
- Companion des Distinguished Service Order
- Mitglied der Ehrenlegion
- Knight Commander des Order of St. Michael and St. George (1926)